# Барсегян Ліпаріт Григорович
Ліпаріт Григорович Барсегян (лютий 1905, станція Шагалі Лорі-Памбацького повіту, тепер Вірменія — грудень 1963, місто Єреван, тепер Вірменія) — вірменський радянський комсомольський діяч, 1-й секретар ЦК ЛКСМ Вірменії. Член ЦВК Вірменської РСР.

## Життєпис
Народився в родині робітника-залізничника. Початкову освіту здобув у Каракіліському залізничному училищі.
Трудову діяльність розпочав робітником-залізничником із шістнадцятирічного віку. У 1921 році організував перший комсомольський осередок серед залізничників, був вибраний його секретарем та членом Лорі-Памбацького повітового комітету комсомолу Вірменії. З 1921 року був на керівній комсомольській роботі.
Член РКП(б) з 1924 року.
У 1926—1928 роках — відповідальний секретар Лорі-Памбацького повітового комітету ЛКСМ Вірменії.
У 1928—1929 роках — відповідальний секретар Ленінаканського окружного комітету ЛКСМ Вірменії.
У 1929—1930 роках — відповідальний секретар Єреванського окружного комітету ЛКСМ Вірменії.
До 1930 року — секретар ЦК ЛКСМ Вірменії.
У 1930—1933 роках — 1-й секретар ЦК ЛКСМ Вірменії.
У 1933 році — секретар відділу східних країн виконавчого комітету Комуністичного інтернаціоналу молоді (КІМ) та член радянської делегації КІМу.
16 лютого 1933 — 1934 року — 2-й секретар Еріванського міського комітету КП(б) Вірменії.
Одночасно 16 лютого 1933 — 10 січня 1934 року — член Секретаріату ЦК КП(б) Вірменії.
З 1934 року — 1-й секретар Мангліського районного комітету КП(б) Грузії.
У 1937 році закінчив Вищу партійну школу при ЦК ВКП(б) у Москві.
З березня по жовтень 1937 року — на партійній роботі у Вірменській РСР: 2-й секретар Єреванського міського комітету КП(б) Вірменії.
У жовтні 1937 року заарештований органами НКВС по Вірменській РСР. Репресований, перебував у виправно-трудових таборах. Потім звільнений із ув'язнення та реабілітований у 1955 році.
З 1955 року — начальник відділу кадрів та член колегії міністерства будівництва Вірменської РСР.
Потім — персональний пенсіонер.
Помер у середині грудня 1963 року в місті Єревані.